# Хильмар Торбьёрнссон
Хильмар Торбьёрнссон (исл. Hilmar Þorbjörnsson, 23 октября 1934, Рейкьявик — 29 января 1999, Рейкьявик) — исландский легкоатлет, выступавший в беге на короткие и средние дистанции. Участник зимних Олимпийских игр 1956 и 1960 годов.

## Биография
Хильмар Торбьёрнссон родился 23 октября 1934 года в исландском городе Рейкьявик.
По специальности был статистиком, но большую часть жизни работал в полиции. Был начальником дорожного управления, затем служил в офисе национального комиссара полиции. Работал в структурах ООН в Нью-Йорке в 1963—1964 годах, в Израиле в 1969—1971 годах.
Выступал в соревнованиях по лёгкой атлетике за «Глимюфелагид Аурманн» из Рейкьявика. Был рекордсменом Исландии в беге на 100, 200, 300 метров и эстафете 4х400 метров. Рекорд в беге на 100 метров (10,3 секунды), установленный 18 августа 1957 года, оставался действующим по состоянию на 2020 год.
В 1956 году вошёл в состав сборной Исландии на летних Олимпийских играх в Мельбурне. В беге на 100 метров занял 3-е место в 1/8 финала, показав результат 11,12 секунды и уступив 17 сотых секунды попавшему в четвертьфинал со 2-го места Яну Яржембовскому из Польши. Был заявлен в беге на 200 метров, но на старт не вышел.
В 1960 году вошёл в состав сборной Исландии на летних Олимпийских играх в Риме. В беге на 100 метров занял 4-е место в 1/8 финала, показав результат 11,05 секунды и уступив 19 сотых секунды попавшему в четвертьфинал со 3-го места Эдвину Озолину из СССР. Был заявлен в беге на 200 метров, но на старт не вышел.
Умер 29 января 1999 года в Рейкьявике.

## Личный рекорд
- Бег на 100 метров — 10,3 (18 августа 1957, Рейкьявик)[2]

## Семья
Отец — Торбьёрн Торбьёрнссон (1907—1976), художник.
Мать — Шарлотта Стейндорсдоуттир (1908—1990).
Был дважды женат, имел 9 детей.